# Jorge Velásquez Portocarrero
Jorge Velásquez Portocarrero (Rioja, 14 de enero de 1966) es un abogado y político peruano. Fue Presidente Regional de Ucayali durante dos periodos entre 2007 y 2014. 
Nació en el distrito de Rioja, provincia de Rioja, departamento de San Martín, Perú, el 14 de enero de 1966. Cursó sus estudios primarios y secundarios en su ciudad natal. Entre 1986 y 1991 cursó estudios superiores de derecho en la Universidad San Martín de Porres en la ciudad de Lima. Fue fundador del movimiento Integrando Ucayali con el que participó en procesos electorales regionales. para el periodo 2007 - 2010. 
Si primera participación política se dio en las elecciones regionales del 2002 en las que fue candidato a la presidencia del Gobierno Regional de Ucayali sin éxito. Fue elegido para ese cargo en las elecciones regionales del 2006 y reelegido en las elecciones regionales del 2010. Durante su gestión ha acumulado 100 acusaciones por mala gestión y de los funcionarios, según periodistas. Esto incluye a su vicepresidente Carlos Henderson Lima por supuesto lavado de activos a causa del asesinato del dirigente indígena de los ashánincas.